# Narcis Mršić
Narcis Mršić, hrvaško-slovenski biolog, * 2. avgust 1951, Jesenice, † 16. september 1997, Kranj.

## Življenjepis
Mršićev oče je bil Hrvat, mati pa Slovenka. Na Hrvaškem je končal osnovno in srednjo šolo, potem pa vpisal študij biologije na Univerzi v Ljubljani, kjer je diplomiral leta 1975 in se zaposlil kot asistent na Biološkem inštitutu Jovana Hadžija SAZU ter deloval na področjih gozdarstva in fitocenologije. Doktoriral je leta 1983 s tezo o ekologiji, taksonomiji in cenologiji deževnikov na dveh območjih Gorenjske in postal izredni raziskovalec pri zoološki ekipi inštituta. Med letoma 1988 in 1991 je bil znanstveni urednik za področje naravoslovja Enciklopedije Slovenije, deloval pa je tudi v uredniških odborih več mednarodnih revij. Od leta 1992 je bil vodja raziskovalne skupine na projektih florističnih in favnističnih raziskav Slovenije ter sosednih regij, nekaj mesecev leta 1994 pa tudi nadomestni direktor inštituta. Leta 1995 je bil izvoljen za izrednega profesorja ekologije na Univerzi v Ljubljani. Zadnja leta svojega življenja je deloval kot svetovalec na Ministrstvu za znanost in tehnologijo in koordinator dolgoročnega projekta na temo naravne in kulturne dediščine Slovencev.
Njegove raziskave so se osredotočale na tri skupine živali: deževnike, dvojnonoge in plazilce, ukvarjal pa se je tudi s talnimi (edafskimi) organizmi kot celoto in njihovo vlogo v pedogenetskih procesih. Zadnjih petnajst let ga je navduševala biotska raznolikost Slovenije in ugotovitev, da je s stališča biotske raznovrstnosti to območje »vroča točka« Evrope. V sklopu primerjalnih taksonomskih raziskav dvojnonog se je udeležil tudi treh odprav v Azijo: v Nepal (1978), na Novo Gvinejo (1992) in v Indonezijo (1993).
Za svoje znanstveno delo in neutrudno predstavljanje naravnega bogastva Slovenije njenim prebivalcem je prejel mnogo nagrad, med njimi Kidričevo nagrado leta 1988 in Zlati znak Znanstvenoraziskovalnega centra SAZU leta 1996 »za prispevek k uveljavitvi vednosti o slovenski naravni dediščini«.
Umrl je leta 1997, star komaj 46 let, zaradi težav s srcem, ki jih je dodatno poslabšal njegov nezdrav življenjski slog deloholika, strastnega kadilca in pivca kave.

## Dela
Mršićevo znanstveno delo obsega skoraj 150 člankov, razprav, poljudnih člankov in knjig. Knjiga Živali naših tal, ki jo je opremil z okoli 1200 lastnih ilustracij, je temeljno delo s področja pedozoologije v Sloveniji in eno najbolj izčrpnih predstavitev talne favne nekega območja na svetu, z zoološkega stališča pa je njegovo najpomembnejše delo obsežna monografija o deževnikih Balkanskega polotoka ter sosednjih območij.

### Monografije
- Mršić N. (1978). Prispevek k poznavanju taksonomije, zoogeografije in ekologije plazilcev Velebita. Ljubljana: Slovenska akademija znanosti in umetnosti. (COBISS)
- Mršić N. (1983). Taksonomske, zoogeografske in cenotske raziskave deževnikov (Lumbricidae, Oligochaeta) gorskega sveta Slovenije. Ljubljana: Slovenska akademija znanosti in umetnosti. (COBISS)
- Mršić N. (1984). Cenotske raziskave deževnikov (Lumbricidae, Oligochaeta) gorskega sveta zahodne Jugoslavije. Ljubljana: Slovenska akademija znanosti in umetnosti (COBISS)
- Mršić N. (1986). Deževniki: ekologija in gojenje. Ljubljana: Kmečki glas. (COBISS)
- Mršić N. (1988). Revision of the genus Allolobophora Eisen 1874 (sensu Pop 1941) (Lumbricidae, Oligochaeta). (COBISS)
- Mršić N. (1991). Monograph on earthworms (Lumbricidae) of the Balkans. ISBN 86-7131-054-X (COBISS)
- Narcis Mršić (1997). Živali naših tal. Ljubljana : Tehniška založba Slovenije. COBISS 64647680. ISBN 86-365-0213-6.
- Mršić N. (1997). Plazilci (Reptilia) Slovenije. Ljubljana: Zavod Republike Slovenije za šolstvo. COBISS 65274624. ISBN 961-234-029-3.
- Mršić N. (1997). Biotska raznovrstnost v Sloveniji: Slovenija - »vroča točka« Evrope. Ljubljana : Ministrstvo za okolje in prostor, Uprava RS za varstvo narave. COBISS 66476288. ISBN 961-90179-2-7.